# Estació subterrània

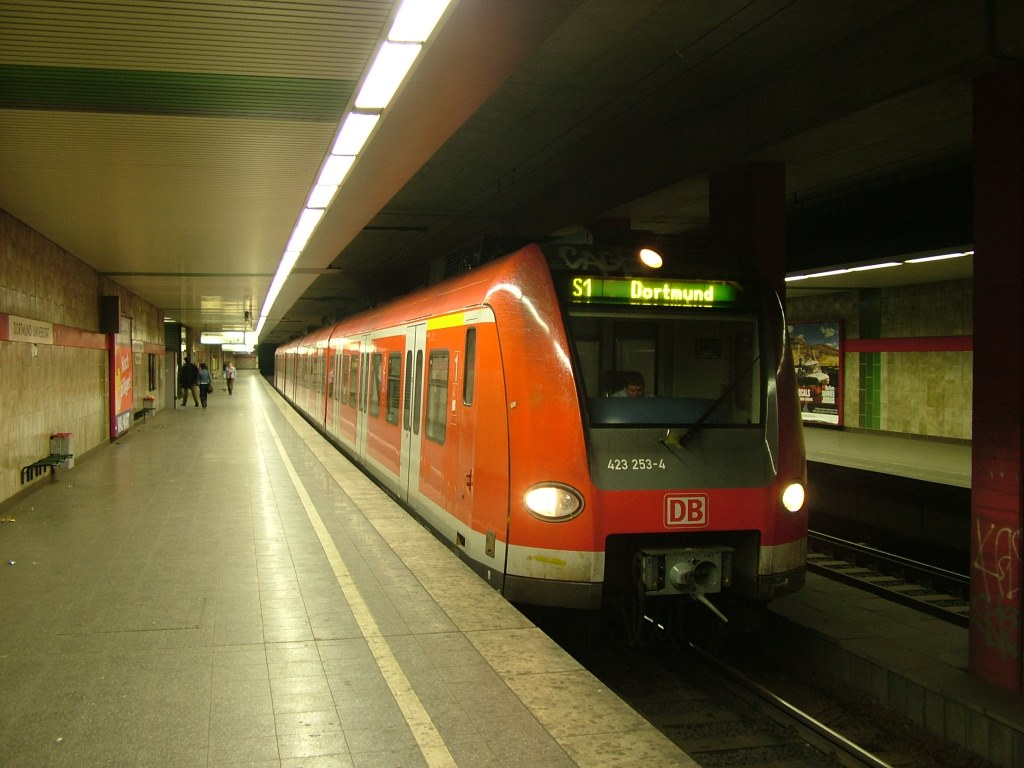
Estació Universitat de Dortmund.

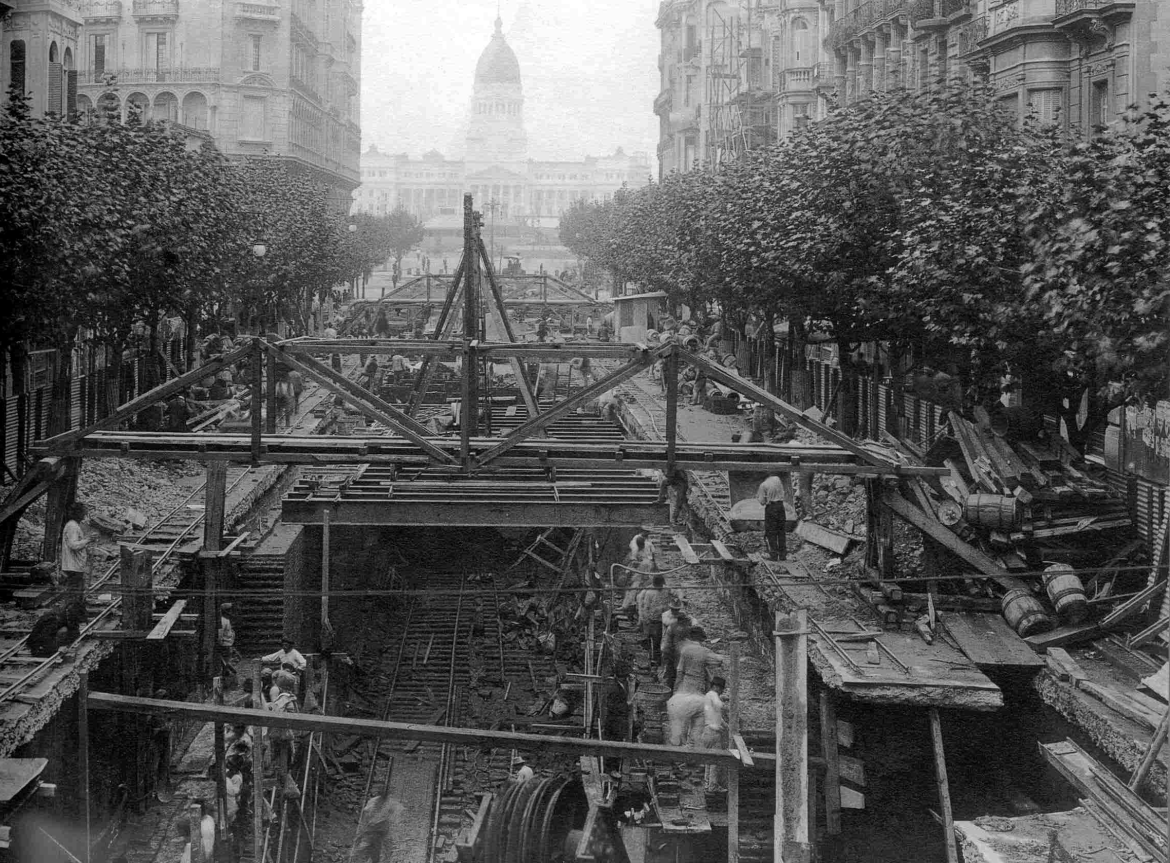
Construcció el 1912 de la línia A sota la Avenida de Mayo, a Buenos Aires (Argentina)

Les Estacions subterrànies són estacions ferroviàries que estan situades en túnels de vies fèrries, sota del nivell de la superfície.
La majoria són estacions de trens de rodalia, i estan situades a sota dels centres de les grans ciutats. Les estacions soterrades més grans del món, són l'estació Shinjuku, a Tòquio, i una estació de Brussel·les.

## Estacions subterrànies a Catalunya
A Catalunya hi ha un seguit d'estacions soterrades o semi soterrades, i també hi han algunes en fase de projecte o en construcció:
- A la xarxa de Rodalies de Catalunya:
  - Barcelona-Sants
  - Passeig de Gràcia
  - Clot - Aragó
  - Barcelona-La Sagrera (en construcció)
  - Sant Andreu Comtal (en construcció)
  - Plaça de Catalunya
  - Arc de Triomf
  - La Sagrera-Meridiana
  - Sant Andreu Arenal
  - Montcada i Reixac (projectada)
  - Montmeló
  - Vic (semi soterrada)
  - Sabadell Centre
  - Sabadell Nord
  - Terrassa
  - Sant Feliu de Llobregat (projectada)
  - Vilafranca del Penedès (semi soterrada)
  - Bellvitge (projectada)
  - El Prat de Llobregat
- A la xarxa de Ferrocarrils de la Generalitat de Catalunya:
  - Tram entre les estacions de Barcelona-Plaça d'Espanya i Cornellà-Riera de la línia Llobregat-Anoia
  - Pallejà
  - Sant Andreu de la Barca
  - Manresa-Viladordis
  - Tram entre les estacions de Barcelona-Plaça de Catalunya, Reina Elisenda i Avinguda Tibidabo de la línia Barcelona-Vallès
  - Peu del Funicular (semi soterrada)
  - Tram entre l'estació de Can Feu-Gràcia i el final del ramal de Sabadell de la línia Barcelona-Vallès
  - Rubí
  - Tram entre l'estació de Terrassa Rambla i el final del ramal de Terrassa de la línia Barcelona-Vallès
- A la xarxa de Transports Metropolitans de Barcelona, totes les estacions es troben completament soterrades excepte:
  - Santa Eulàlia (semi soterrada)
  - Can Boixeres (coberta)
  - Zona Franca (en viaducte)
  - Estació de Torre Baró | Vallbona (semi soterrada)
- A la xarxa de Tram de Barcelona:
  - Espronceda
  - Sant Martí de Provençals
  - Besòs
  - Cornellà Centre
- A la xarxa de TAV:
  - Barcelona-Sants
  - Barcelona-La Sagrera (en construcció)
  - Girona